# Leche Con Carne
Leche Con Carne, No Use for a Names fjärde album, släpptes 1995.

## Låtar på albumet
1. "Justified Black Eye"
2. "Couch Boy"
3. "Soulmate"
4. "51 Days"
5. "Leave It Behind"
6. "Redemption Song" (Bob Marley-cover)
7. "Straight From the Jacket"
8. "Fields of Agony"
9. "Fatal Flu"
10. "Wood"
11. "Alone"
12. "Exit"